# Pierre-Philippe
Cette page présente le prénom Pierre-Philippe ainsi que ses variantes.
Pierre-Philippe est un prénom composé masculin formé de Pierre et de Philippe.

## Personnalités portant ce prénom
- Pierre-Philippe Bauzin
- Pierre Philippe Denfert-Rochereau
- Pierre-Philippe Lafond
- Pierre-Philippe Niocel
- Pierre-Philippe Pasqua

- Pour l'ensemble des articles sur les personnes portant ce prénom, consulter :
  - la liste des articles dont le titre commence par ce prénom
  - les listes produites par Wikidata : Liste des personnes de prénom « Pierre-Philippe » — même liste en incluant les éventuels prénoms composés qui contiennent « Pierre-Philippe ».